# 국제 홀로코스트 희생자 추모의 날

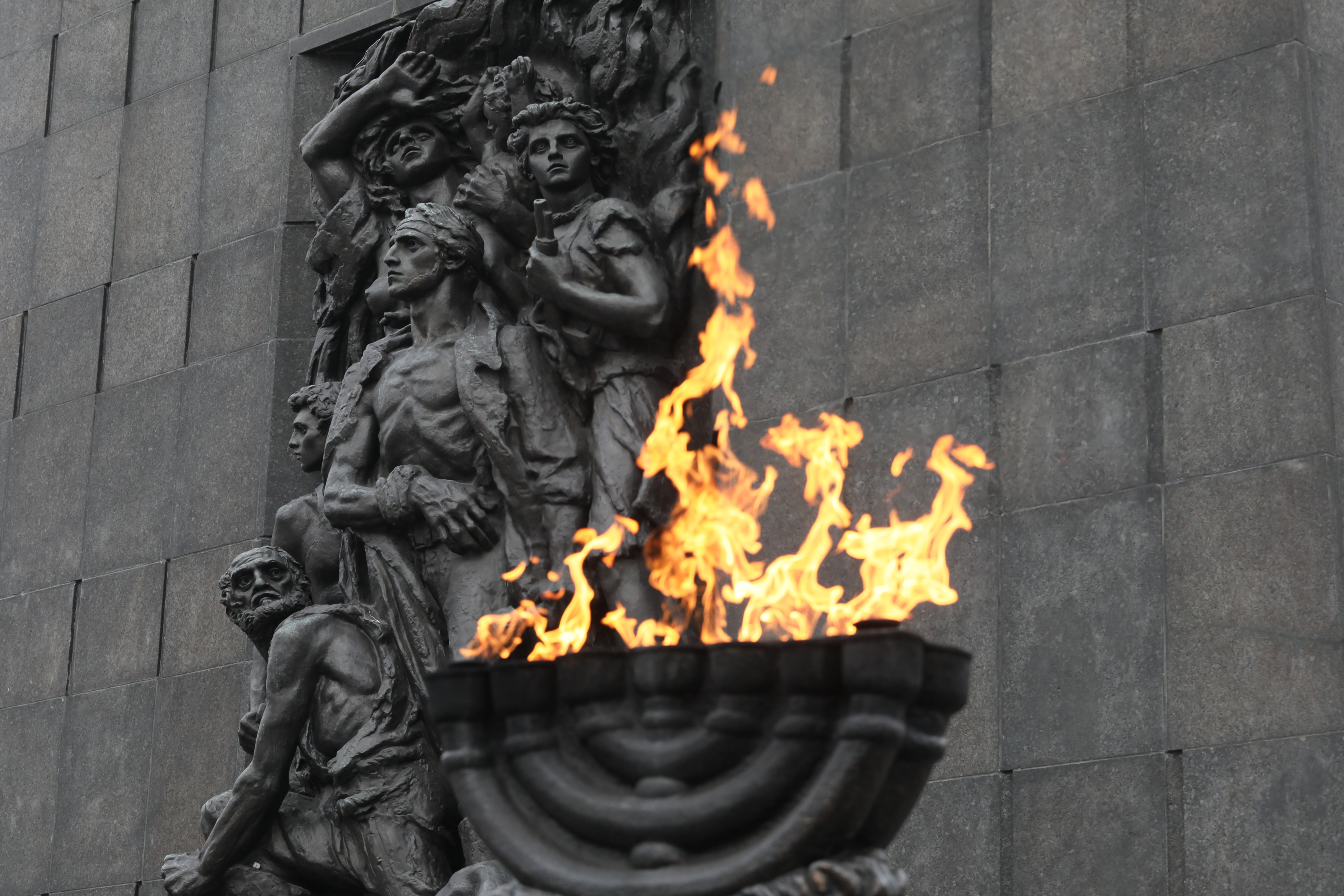

국제 홀로코스트 희생자 추모의 날은 매년 1월 27일에 홀로코스트로 학살당한 희생자들을 기리기 위한 날이다. 2005년 11월 1일 국제 연합 총회에서 1월 27일을 국제 홀로코스트 희생자 추모의 날로 지정하는 결의를 채택하였다. 1월 27일로 정한 것은 1945년 1월 27일에 소련의 붉은 군대가 아우슈비츠 강제 수용소에 수감되어 있던 죄수를 해방시켰기 때문이다.

## 같이 보기
- 홀로코스트 기념일
- 욤 하쇼아
- 아르메니아 학살 추모의 날